# Aboud Saeed
Aboud Saeed (* 1983 in Manbidsch, Syrien) ist ein syrischer Schriftsteller, der seit 2013 in Berlin lebt. Seine Werke zählen zur zeitgenössischen syrischen Exilliteratur.

## Leben und Werk
Bevor Saeed im November 2013 aufgrund einer Einladung des Kunstvereins München nach Deutschland einreisen konnte, arbeitete er in Manbidsch als Schmied und Schweißer. Mit dem Beginn des Krieges in Syrien begann er im Frühjahr 2011 auf seinem Facebook-Konto tägliche Statusmeldungen zu veröffentlichen, in denen er Privates und Revolutionäres, kluge Gedanken und anarchistische Gemeinheiten sowie Alltägliches und Absurdes vermischte und mit denen er in kürzester Zeit eine wichtige Stimme im arabischen Facebook wurde. Die libanesische Tageszeitung Annahar schrieb Ende Dezember 2012 über ihn: „Auf Facebook zu gehen, ohne Aboud Saeed kennenzulernen, ist wie nach Paris zu reisen, ohne den Eiffelturm zu sehen.“ 2015 wurde Aboud Saeed für das Autorenstipendium des Berliner Senats ausgewählt. Seit November 2015 ist er Kolumnist von VICE Germany.
2013 veröffentlichte er im Berliner Verlag mikrotext in der Übersetzung von Sandra Hetzl sein erstes Buch und E-Book Der klügste Mensch im Facebook: Statusmeldungen aus Syrien, in welchem seine Facebook-Statusmeldungen versammelt sind. Das Buch wurde ins Englische und Spanische übersetzt und als Hörspielfassung umgesetzt. Am Ballhaus Naunynstraße wurde eine Bühnenfassung in der Spielzeit 2014/2015 inszeniert. 2015 veröffentlichte er ebenfalls bei mikrotext sein zweites Buch Lebensgroßer Newsticker, welches in Kooperation mit dem Leipziger Verlag Spector Books auch in gedruckter Fassung erhältlich ist. In diesem Buch ist erneut eine Auswahl seiner Statusmeldungen nachzulesen. Das Buch trägt den Untertitel Szenen aus der Erinnerung und erzählt in 38 Kurzgeschichten von der Kindheit im Norden Syriens, der Schulzeit unter dem Baath-Regime, vom Gastarbeiterdasein im Libanon, vom Anfang des Krieges, seiner Flucht in die Türkei und der Ankunft in Deutschland.
Saeed ist Thema des Features Von Damaskus bis Wikipedia: Unterwegs mit dem syrischen Exilschriftsteller Aboud Saeed von Thomas Böhm im Deutschlandfunk (Regie: Claudia Kattanek, Erstsendung 15. Januar 2016).

## Werke
- Der klügste Mensch im Facebook. Statusmeldungen aus Syrien. Aus dem Arabischen übersetzt von Sandra Hetzl. Berlin: mikrotext 2013, ISBN 978-3-944543-10-9
- Lebensgroßer Newsticker. Szenen aus der Erinnerung. Aus dem Arabischen übersetzt von Sandra Hetzl. Berlin: mikrotext & Spector Books 2015, ISBN 978-3-944543-21-5
- Eine humanitäre Liebesgeschichte, Aus dem Arabischen übersetzt von Sandra Hetzl. taz.de, Kolumne Warum so ernst?, 7. Februar 2016[6]
- Die ganze Geschichte (Aus dem Arabischen von Sandra Hetzl). Berlin: mikrotext 2021, ISBN 978-3-948631-14-7